# Brăila
Brăila ([brəˈila]ⓘ) es una ciudad con estatus de municipiu de Rumania. Es la ciudad capital del distrito del mismo nombre y un puerto junto al Río Danubio, en el noroeste de la región histórica de Valaquia, en el este del país. La ciudad cuenta actualmente con una población de 154 686 habitantes.

## Historia
Un Libro de Conocimiento español de alrededor de 1350, así como varios mapas mallorquines (Angelino de Dalorto, 1325/1330 y Angelino Dulcert, 1339) muestran un asentamiento llamado Drinago en la orilla oeste del río Danubio, en el sitio ocupado por la Brăila actual. Documentos griegos de aproximadamente la misma época mencionan a la ciudad como Proilabum o Proilava.

Desde 1538-40, los turcos otomanos controlaron la ciudad y sus alrededores hasta que la Convención de Akkerman la devolvió al gobierno de Valaquia en 1829. Los turcos la llamaron Ibrail o Ibraila. La ciudad fue atacada, saqueada e incendiada por el príncipe moldavo Esteban el Grande el 2 de febrero de 1470, como parte de la campaña de represión contra las fuerzas del príncipe valaco Radu el Hermoso, quien se había aliado con los turcos. También fue gobernada por el príncipe valaco Miguel el Bravo entre 1595 y 1596. 

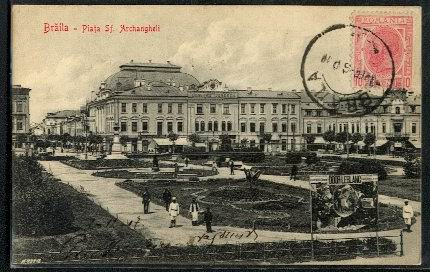
Viejo (timbre postal) de Brăila.

Durante el siglo XIX, el puerto se convirtió, además de los de Turnu y Giurgiu, en uno de los más importantes de Valaquia junto al Danubio, sirviendo de base para casi toda la mercancía que entraba o salía de Rumanía, y la ciudad alcanzó su principal punto de prosperidad entre fines del siglo XIX y comienzos del XX. Tras la Revolución anticomunista de 1989, la ciudad entró en un periodo de declive económico.

## Patrimonio
Los principales monumentos son:
La Catedral Nacimiento del Señor. ("Nasterea Domnului" en rumano)
La Iglesia Griega, construida en 1865 por la comunidad griega.
Iglesia de los Santos Arcángeles que sirviera como mezquita durante el dominio otomano. 
Iglesia de San Nicolás, también del siglo XIX.
El teatro Maria Filotti.
El centro antiguo de la ciudad alberga numerosas edificaciones del siglo XIX, algunas de estas hermosamente restauradas. Otras atracciones importantes son el Jardín Público, un parque situado junto la orilla del Danubio con bellas vistas del río y los Montes Măcin, y la antigua Casa del Agua, con su restaurante ubicado en la planta superior, y que cuenta con un sistema rotativo (360° en una hora). A través de Brăila corre una las más antiguas líneas de tranvías eléctricos de Rumanía, inaugurada a fines del siglo XIX y mantenida en servicio hasta nuestros días. La Faleza es el nombre que recibe el paseo fluvial a orillas del Danubio.

## Hermanamientaos
Brăila mantiene un hermanamiento con:
- Argostoli (Grecia)
- Beşiktaş (Turquía)
- Bitola (Macedonia del Norte)
- Calais (Francia)
- Denizli (Turquía)
- Katerini (Grecia)
- Kavadarci (Macedonia del Norte)
- Nilüfer (Turquía)
- Pleven (Bulgaria)
- Shumen (Bulgaria)

## Galería de imágenes

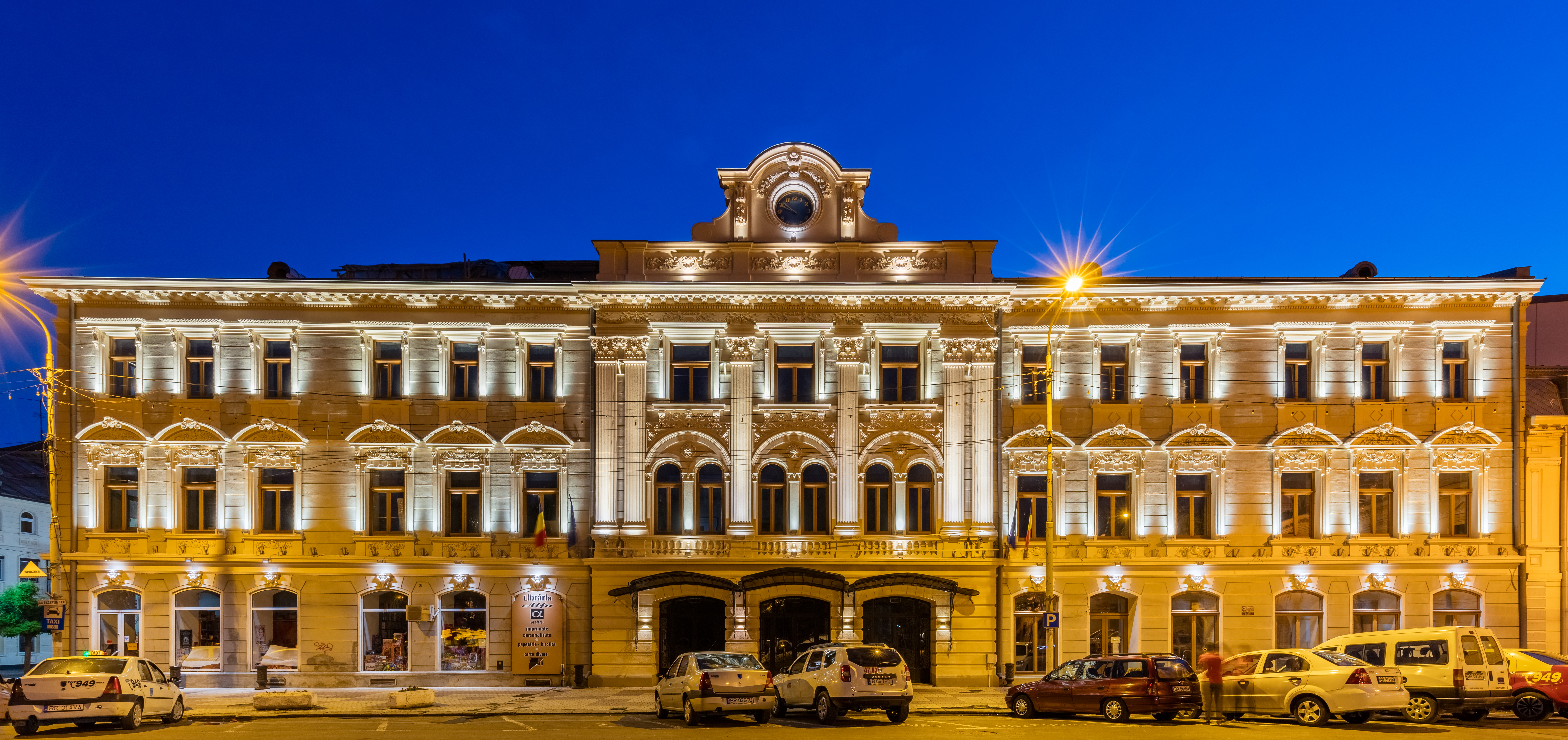
Teatro Maria Filotti, Braila.
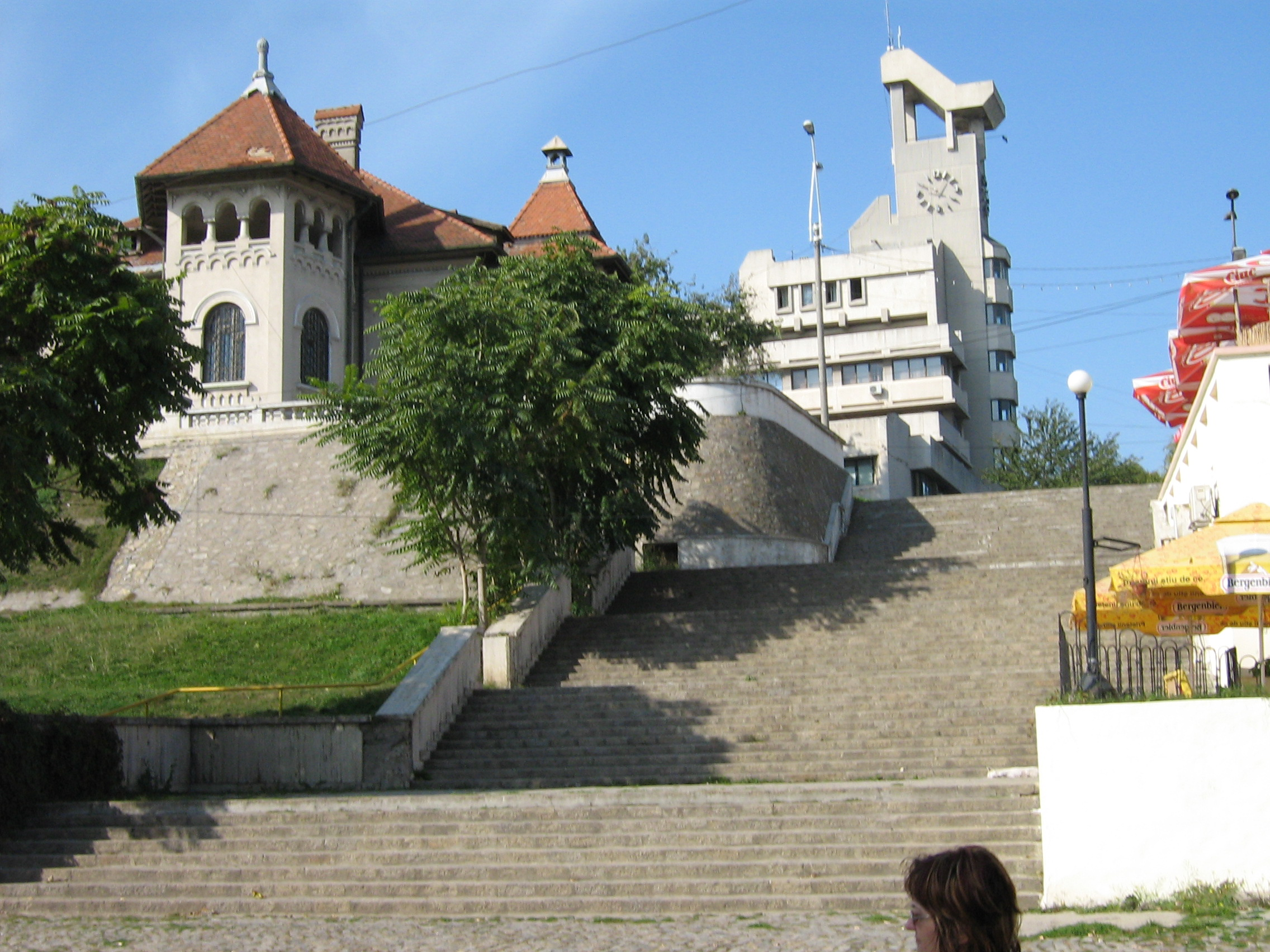
Las escaleras que bajan a la orilla del Danubio.
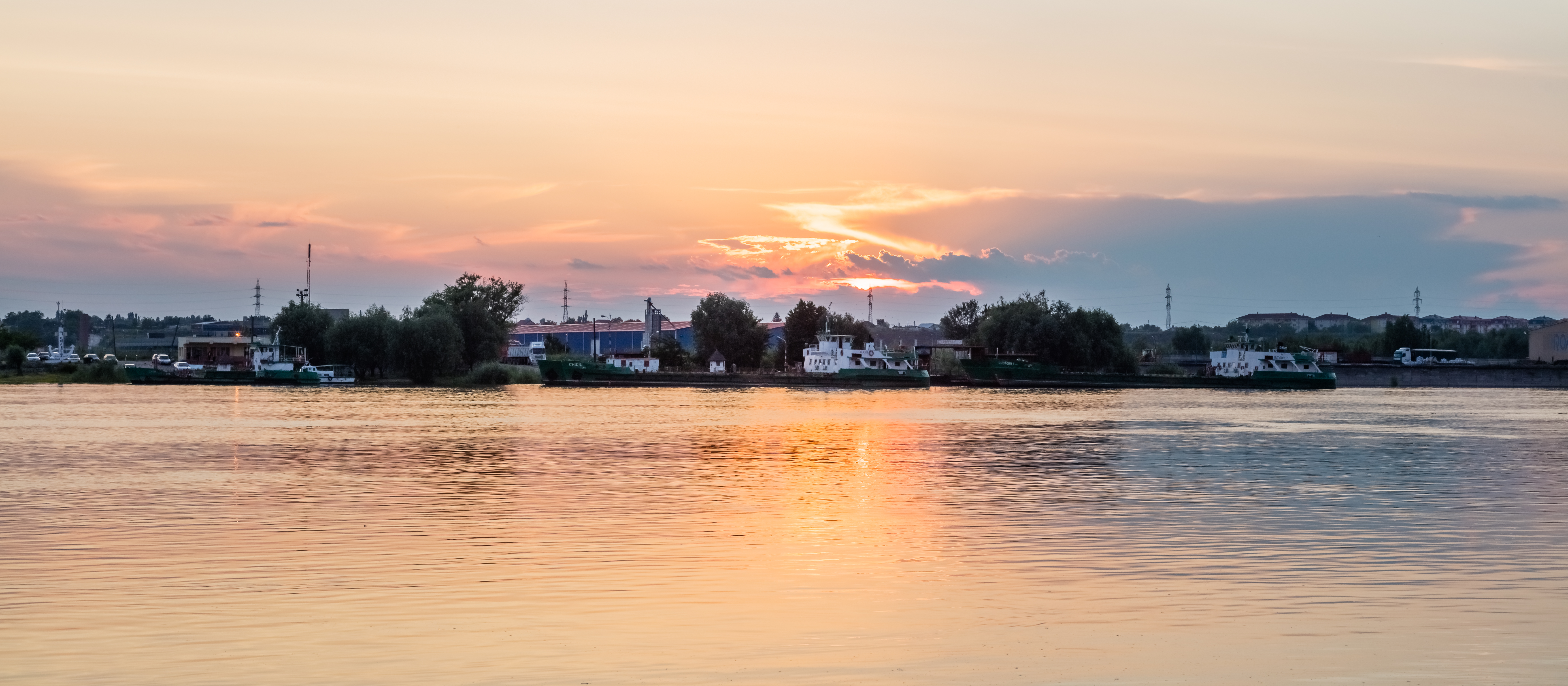
Danubio a su paso por Brăila durante la puesta de sol.
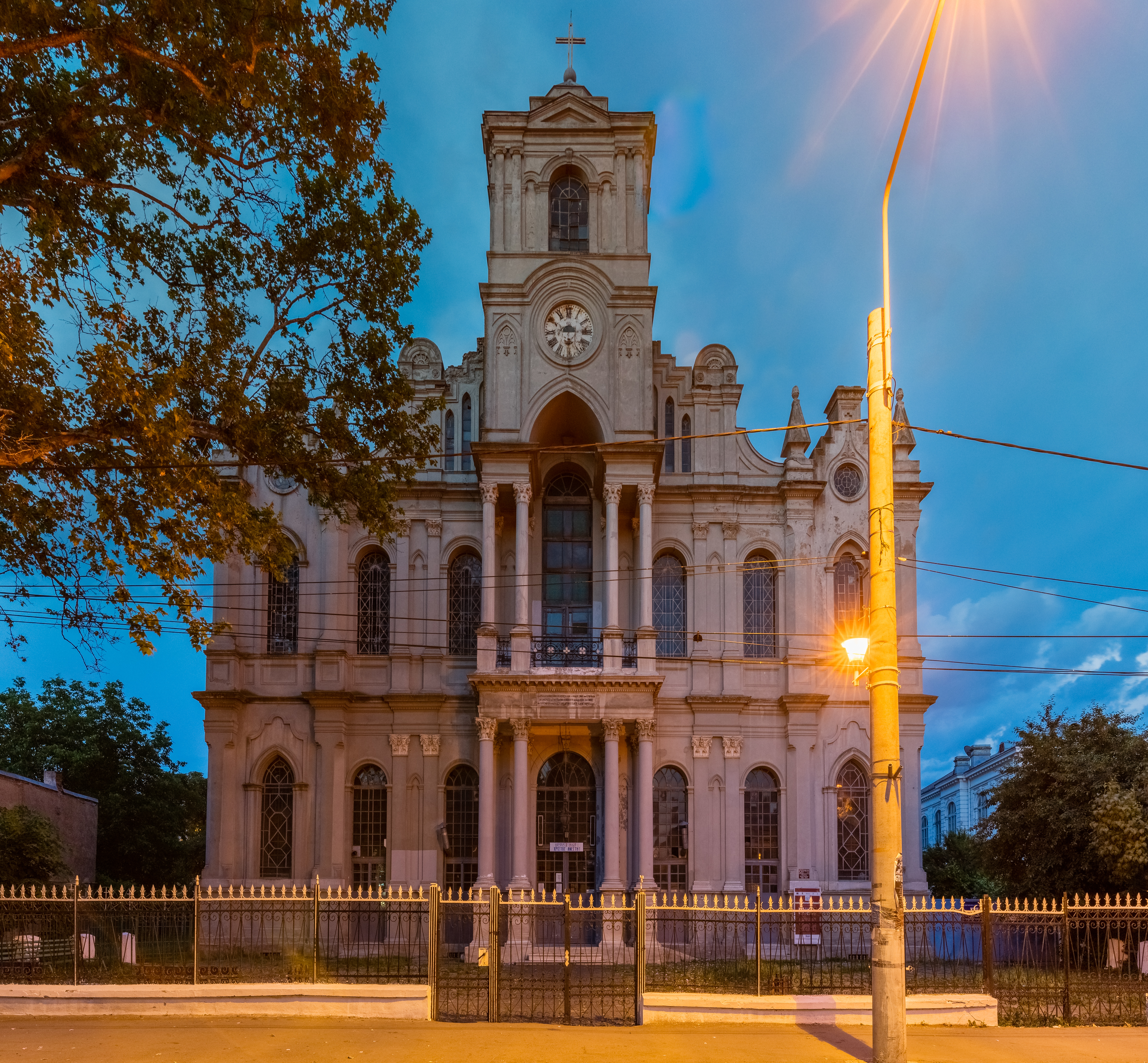
Iglesia de San Nicolás.
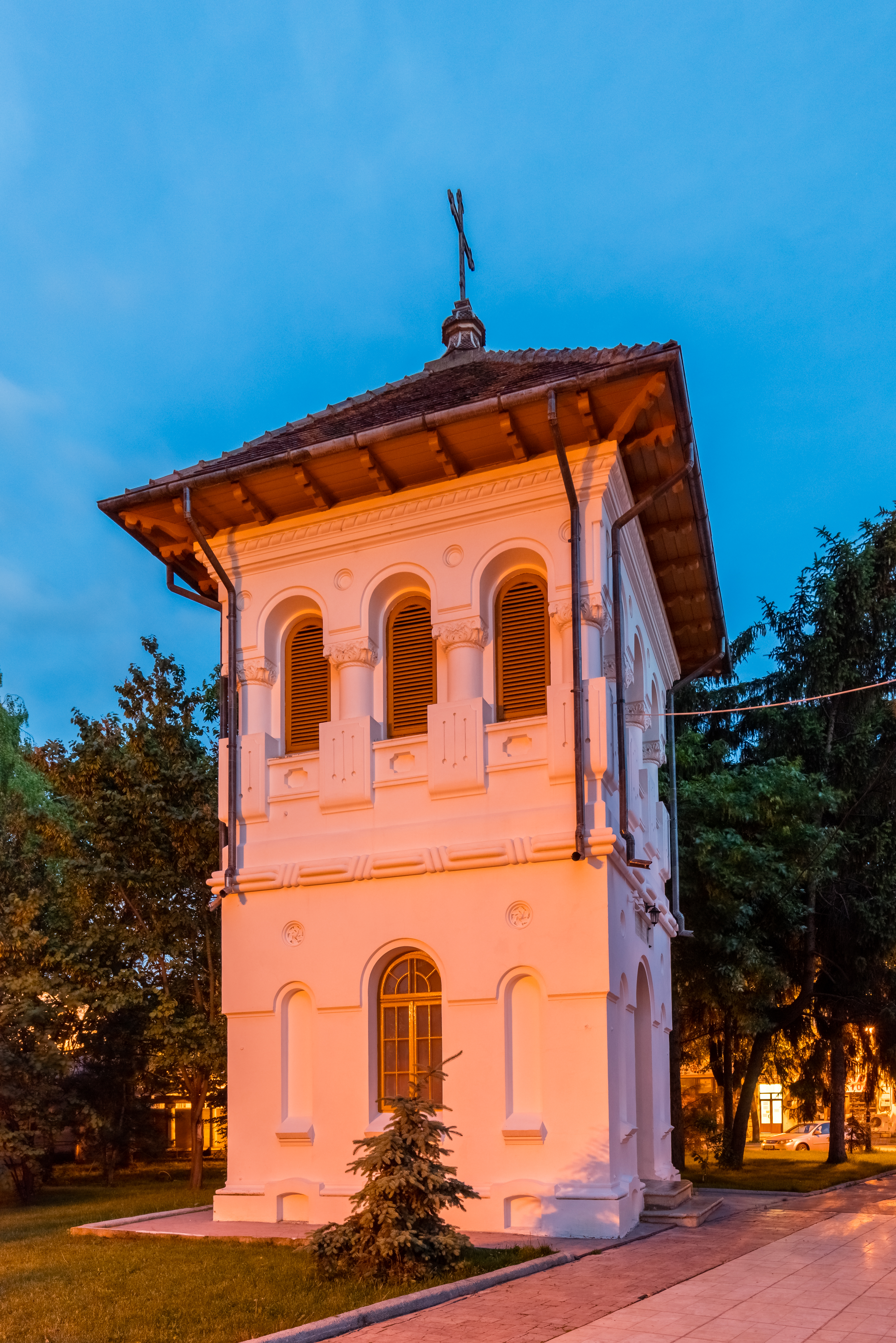
Iglesia de la plaza Traian.
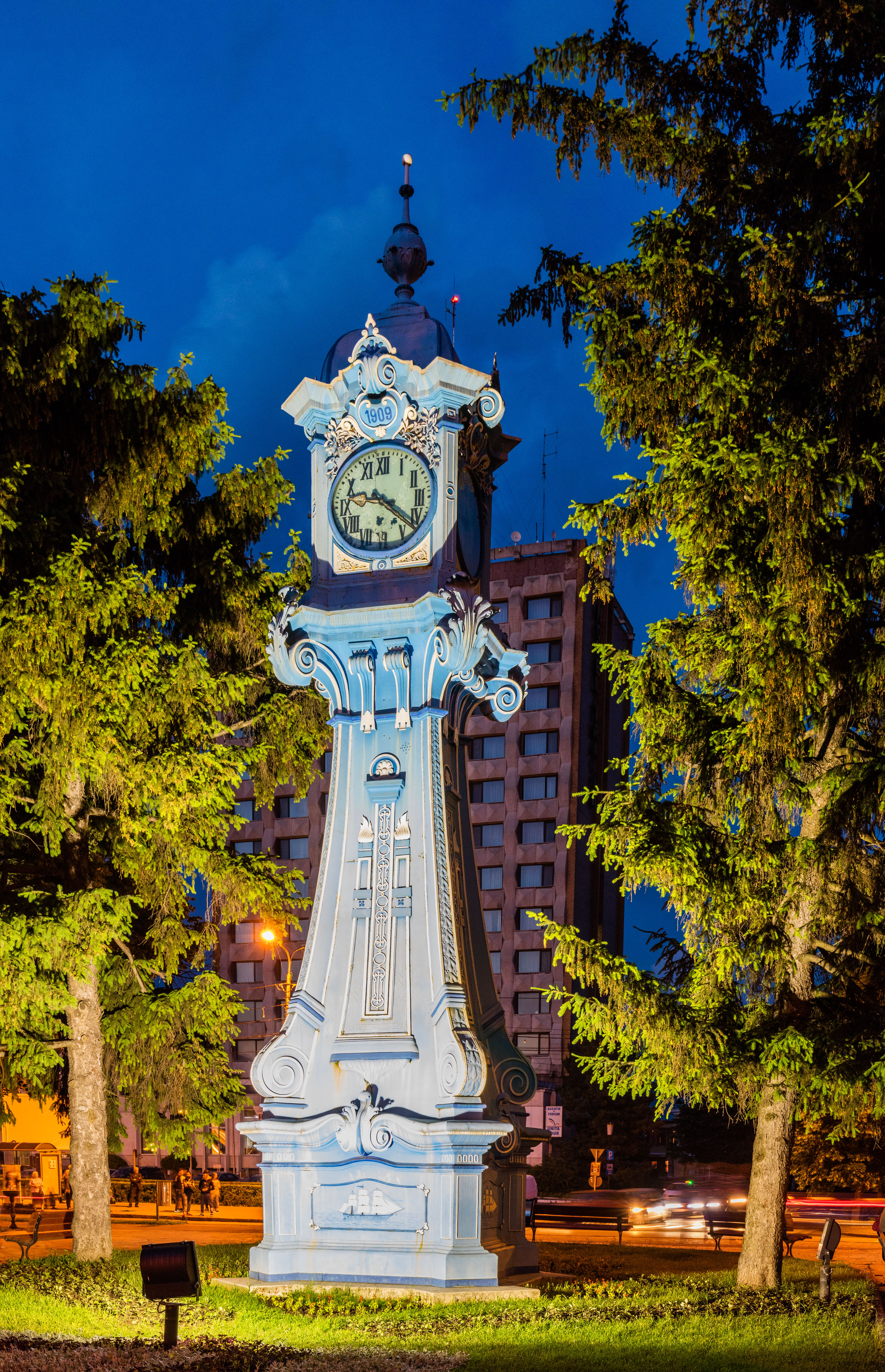
Reloj de Braila.